# Liste der Monuments historiques in Congerville-Thionville
Die Liste der Monuments historiques in Congerville-Thionville führt die Monuments historiques in der französischen Gemeinde Congerville-Thionville auf.

## Liste der Bauwerke
| Bezeichnung             | Beschreibung | Standort                 | Kennzeichnung | Schutzstatus | Datum | Bild |
| ----------------------- | ------------ | ------------------------ | ------------- | ------------ | ----- | ---- |
| Dolmen le Grès de Linas |              | Les Grès de Linas (Lage) | PA00088023    | Classé       | 1970  |      |

## Liste der Objekte
- Monuments historiques (Objekte) in Congerville-Thionville in der Base Palissy des französischen Kultusministeriums